# Geistliche Chormusik

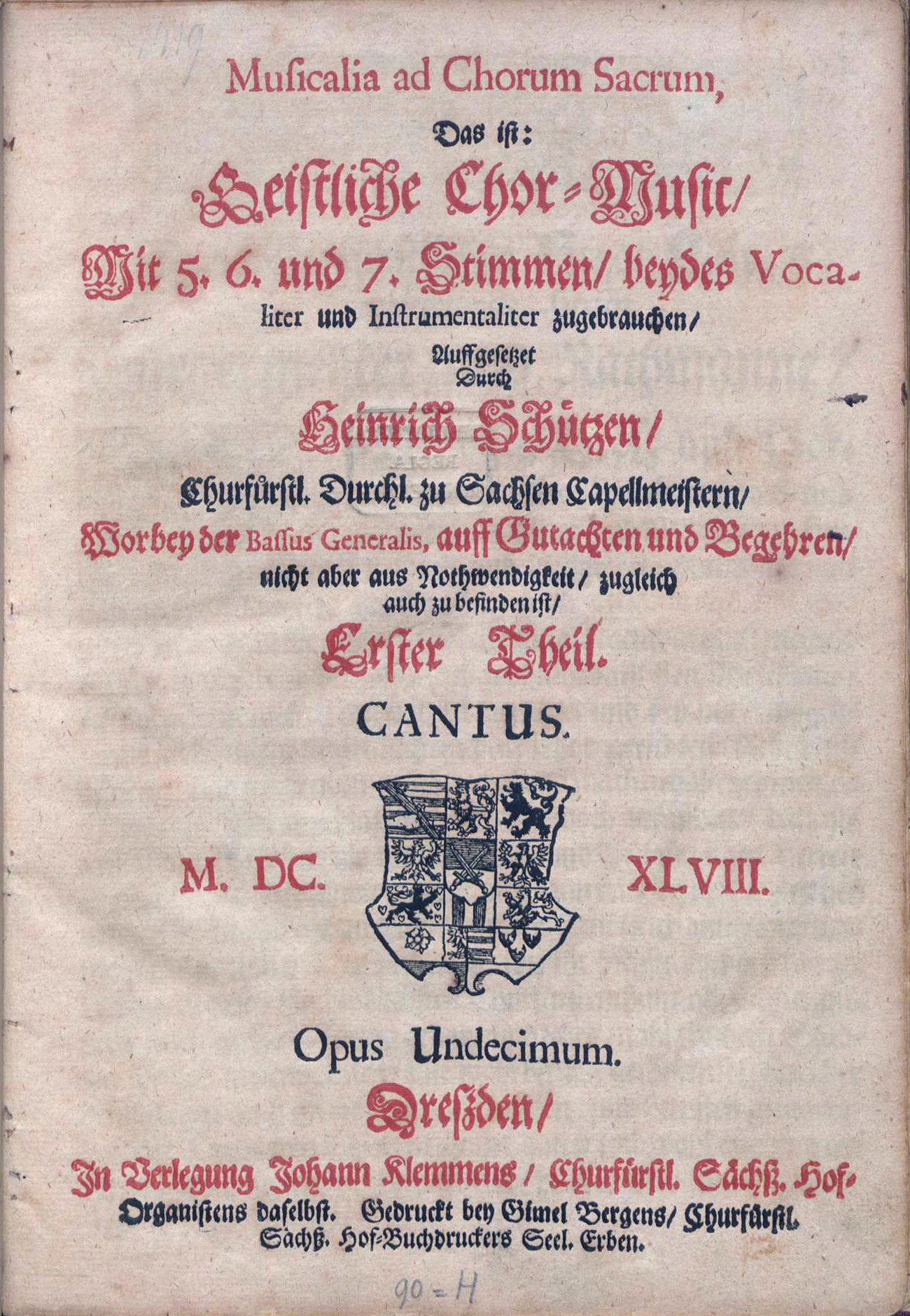
Titelblatt der Geistlichen Chor-Music

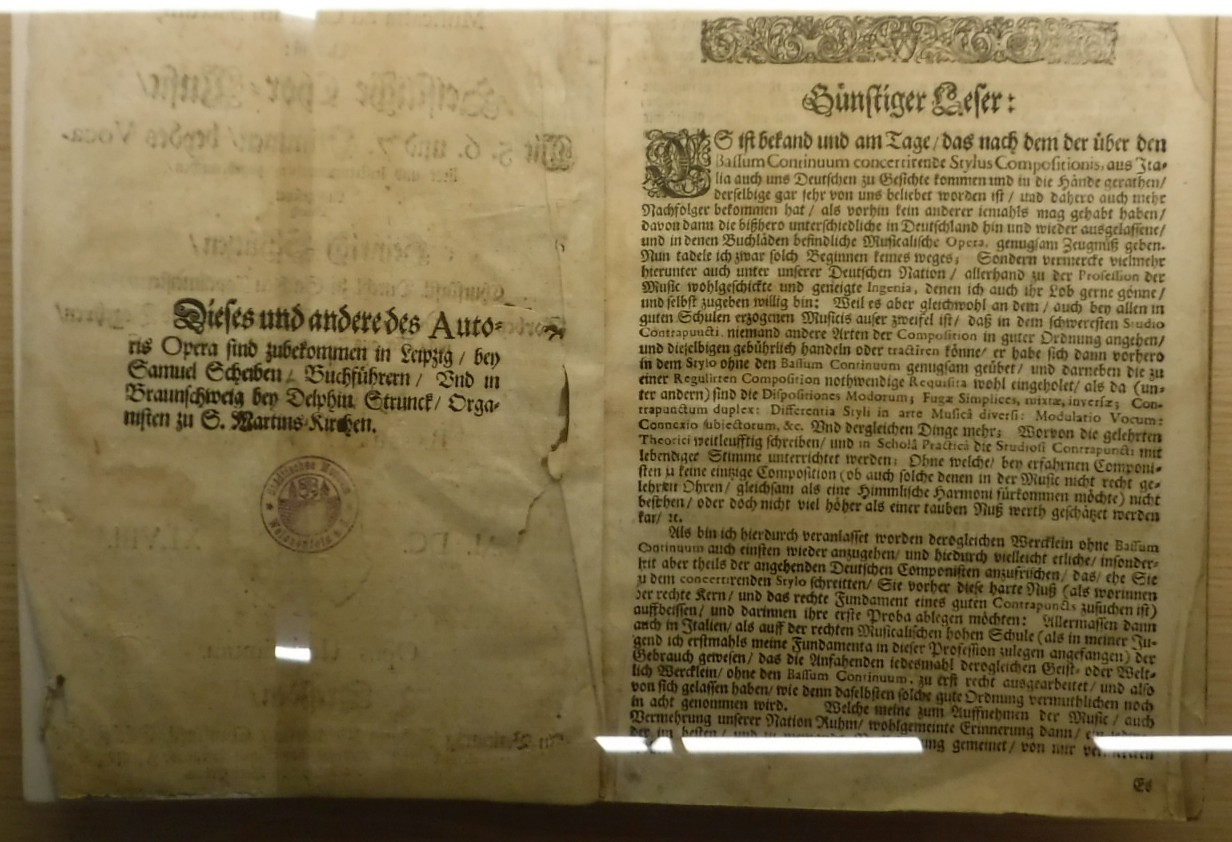
Vorwort von Heinrich Schütz, in dem er die angehenden Komponisten ermutigt, zunächst den Kontrapunkt zu erlernen

Geistliche Chormusik ist eine Sammlung von Motetten auf deutsche Texte für Chor von Heinrich Schütz. Sie wurde 1648 in Dresden als sein Opus 11 gedruckt und enthält 29 Sätze für fünf bis sieben Stimmen, denen die Nummern 369 bis 397 im Schütz-Werke-Verzeichnis (SWV) zugeordnet wurden. Die Sammlung ist auch als Geistliche Chor-Music 1648 bekannt. Sie enthält sowohl frühere als auch neue Kompositionen sowie eine deutsche Bearbeitung einer Motette von Andrea Gabrieli.

## Geschichte
Schütz stellte die Sammlung von 29 Motetten, die sowohl frühere als auch neue Kompositionen enthält, im Jahre 1648 zusammen, als der Dreißigjährige Krieg zu Ende ging. Der originale Titel war Geistliche Chor-Music, Erster Theil. Demnach plante Schütz eine Fortsetzung.
In einem ausführlichen Vorwort schrieb Schütz: „Geistliche Chor-Music / Mit 5. 6. und 7. Stimmen / beydes Vocaliter und Instrumentaliter zugebrauchen / Auffgesetzet / Durch / Heinrich Schützen / … Worbey der Bassus Generalis auff Gutachten und Begehren / nicht aber aus Nothwendigkeit / zugleich auch zu befinden ist …“. Die Besetzung ist demnach für fünf bis sieben Stimmen, die sowohl vokal als instrumental ausgeführt werden können. Wesentlich ist, dass der Generalbass nicht notwendig ist, da die Motetten im stile antico gesetzt sind, den Schütz bei Giovanni Gabrieli gelernt hatte.
Schütz widmete die Sammlung Leipzig, wobei er im Widmungsschreiben, datiert „Dreßden, am 21. April 1648“, den Bürgermeister und Rat adressierte und den Chor hervorhob, der heute als Thomanerchor bekannt ist. Es ist das erste Werk, das er nicht Hof oder Adel widmete.

## Sammlung
Kurt Gudewill bezeichnet die Geistliche Chormusik als das bedeutendste Motettenwerk des 17. Jahrhunderts. Die Sammlung enthält Kompositionen aus verschiedenen Stilschichten, von denen vermutlich etwas mehr als die Hälfte zwischen 1630 und 1648 und die übrigen (außer Nr. 24) zwischen 1615 und 1630 entstanden sind. Namentlich die Motetten Nr. 7, 13, 15 und 21 dürfte Schütz eigens für diese Sammlung komponiert haben. Die Motette Das ist je gewißlich wahr geht auf die Trauermusik zurück, die Schütz anlässlich des Todes von Johann Hermann Schein schrieb. Die Vertonung Die Himmel erzählen die Ehre Gottes lässt sich in einer handschriftlichen Frühfassung aus der Mitte der 1630er Jahre nachweisen.
Schütz vertonte überwiegend biblische Texte, doch auch einige Strophen von Kirchenliedern. Die ersten zwölf Motetten sind für fünf Stimmen gesetzt, die weiteren für sechs oder sieben Stimmen. Die beiden ersten Stücke sind durch die Zusatz „Erster Teil“ und „Anderer Teil“ als zusammengehörig gekennzeichnet und vertonen einen Abschnitt aus dem Buch Genesis, das vierte und fünfte sind ebenso gekennzeichnet und behandeln das Lied Verleih uns Frieden gnädiglich.
| Nr. | SWV Nr. | Titel                                               | Quelle                                                  |
| --- | ------- | --------------------------------------------------- | ------------------------------------------------------- |
| 1   | SWV 369 | Es wird das Scepter von Juda nicht entwendet werden | Gen 49,10–11a                                           |
| 2   | SWV 370 | Er wird sein Kleid in Wein waschen                  | Gen 49,11b–12                                           |
| 3   | SWV 371 | Es ist erschienen                                   | Tit 2,11–14                                             |
| 4   | SWV 372 | Verleih uns Frieden genädiglich                     | Lied von Martin Luther und Johann Walter                |
| 5   | SWV 373 | Gib unsern Fürsten                                  | fortgesetzt                                             |
| 6   | SWV 374 | Unser keiner lebet ihm selber                       | Röm 14,7–8                                              |
| 7   | SWV 375 | Viel werden kommen von Morgen und von Abend         | Mt 8,11–12                                              |
| 8   | SWV 376 | Sammelt zuvor das Unkraut                           | Mt 13,30                                                |
| 9   | SWV 377 | Herr, auf dich traue ich                            | Ps 31,1–3                                               |
| 10  | SWV 378 | Die mit Tränen säen                                 | Ps 126,5–6                                              |
| 11  | SWV 379 | So fahr ich hin zu Jesu Christ                      | aus Nikolaus Hermans Wenn mein Stündlein vorhanden ist  |
| 12  | SWV 380 | Also hat Gott die Welt geliebt                      | Also hat Gott die Welt geliebt (Joh 3,16 )              |
| 13  | SWV 381 | O lieber Herre Gott                                 | Adventslied                                             |
| 14  | SWV 382 | Tröstet, tröstet mein Volk                          | Jes 40,1–5                                              |
| 15  | SWV 383 | Ich bin eine rufende Stimme                         | Joh 1,23.26–27                                          |
| 16  | SWV 384 | Ein Kind ist uns geboren                            | Jes 9,5–6                                               |
| 17  | SWV 385 | Das Wort ward Fleisch und wohnet unter uns          | Joh 1,14                                                |
| 18  | SWV 386 | Die Himmel erzählen die Ehre Gottes                 | Ps 19,2–7 und Doxologie                                 |
| 19  | SWV 387 | Herzlich lieb hab ich dich, o Herr                  | Herzlich lieb hab ich dich, o Herr                      |
| 20  | SWV 388 | Das ist je gewißlich wahr                           | 1 Tim 1,15–17                                           |
| 21  | SWV 389 | Ich bin ein rechter Weinstock                       | Joh 15,1–2.5a.4                                         |
| 22  | SWV 390 | Unser Wandel ist im Himmel                          | Phil 3,20–21                                            |
| 23  | SWV 391 | Selig sind die Toten                                | Offb 14,13                                              |
| 24  | SWV 392 | Was mein Gott will, das g’scheh allzeit             | Was mein Gott will, das g’scheh allzeit                 |
| 25  | SWV 393 | Ich weiß, daß mein Erlöser lebt                     | Ijob 19,25–27                                           |
| 26  | SWV 394 | Sehet an den Feigenbaum                             | Lk 21,29–31.33                                          |
| 27  | SWV 395 | Der Engel sprach zu den Hirten                      | Lk 2,10–11 , Jes 9,5 , Arrangement nach Andrea Gabrieli |
| 28  | SWV 396 | Auf dem Gebirge hat man ein Geschrei gehöret        | Mt 2,18                                                 |
| 29  | SWV 397 | Du Schalksknecht                                    | Mt 18,32–33                                             |

## Druck und Einspielungen
Geistliche Chor-Music erschien zuerst in Dresden, gedruckt von Johann Klemm. Die Sammlung wurde von Breitkopf & Härtel als Teil der 1885 begonnenen ersten Ausgabe der Sämtlichen Werke von Schütz gedruckt, herausgegeben von Philipp Spitta. Sie ist Teil der kritischen Neuen Schütz-Ausgabe von Bärenreiter. Ab 1955 erschienen die Motetten als Einzelausgaben und wurden im Band Geistliche Chormusik 1648 – Gesamtausgabe der 29 fünf- bis siebenstimmigen Motetten (Bärenreiter-Ausgabe 500), Bärenreiter-Verlag Kassel und Basel zusammengefasst. In dieser Ausgabe sind die meisten Sätze um einen Ganzton oder eine kleine Terz hochtransponiert, außerdem sind die Dreiertakte als Dreihalbetakt statt Dreiganzetakt gedruckt, womit die Proportionen zwischen den Abschnitten nicht mehr stimmen. Als Herausgeber zeichnete Wilhelm Kamlah. In der DDR erschien eine entsprechende Ausgabe im VEB Breitkopf und Härtel Musikverlag Leipzig, die auf Kurt Thomas zurückgeht und sich durch eine andere Schrifttype unterscheidet. Als zweibändiges Werk erschienen 2003 die fünfstimmigen Motetten (Nr. 1–12) und 2006 im zweiten Band die sechs- und mehrstimmigen Stücke der Sammlung. Geistliche Chormusik ist auch Teil der auf das Heinrich-Schütz-Archiv der Hochschule für Musik Dresden gestützten vollständigen Ausgabe der Werke von Schütz, die vom Carus-Verlag 1992 als Stuttgarter Schütz-Ausgabe begonnen wurde.
Die Motetten wurden häufig als Einzelwerke oder Auswahl aufgenommen. Darüber hinaus existieren zahlreiche Gesamteinspielungen: Rudolf Mauersberger leitete den Dresdner Kreuzchor 1962–1963, Heinz Hennig in Aufnahmen von 1981 bis 1984 den Knabenchor Hannover mit Instrumenten, wobei er einige Motetten solistisch, andere chorisch aufführte und von manchen mehrere Versionen anbot. Gerhard Schmidt-Gaden dirigierte den Tölzer Knabenchor 1998. Hans-Christoph Rademann nahm die Sammlung mit dem Dresdner Kammerchor und der Capella Sagittariana 2007 auf. Weitere Aufnahmen existieren mit Martin Behrmann, Manfred Cordes, Wilhelm Ehmann, Matteo Messori, Craig Smith und Masaaki Suzuki u. a.